# Éruption du Kīlauea en 1790
L'éruption du Kīlauea en 1790 est une éruption volcanique qui s'est déroulée en novembre 1790 sur le Kīlauea, le volcan le plus actif d'Hawaï, aux États-Unis.
Des explosions phréato-magmatiques d'indice d'explosivité volcanique de 4 secouent la caldeira. Un panache volcanique chargé de cendres s'en élève, des nuées ardentes et des retombées de téphras allant des cendres au bombes volcaniques, les « cendres de Keanakakoi », affectent les alentours en faisant des morts.